# Llista de motors de videojoc
Hi ha moltes eines informàtiques anomenades motors de videojocs que són disponibles als dissenyadors de videojocs per programar o crear ràpid i fàcilment sense construir-ho tot des de zero depenent del tipus de projecte que es realitzi.

## Lliure i de codi obert
| Nom                                             | Llenguatge de programació principal | Bindings                                                          | Multiplataforma | SDL | Orientat en 2D | Scripting                           | Videojocs importants                             | Llicència                                | Notes i referències |  |
| ----------------------------------------------- | ----------------------------------- | ----------------------------------------------------------------- | --------------- | --- | -------------- | ----------------------------------- | ------------------------------------------------ | ---------------------------------------- | --- |  |
| Aleph One                                       | C++                                 |                                                                   | Sí              | Sí  | No             | Lua, llenguatge de marques Marathon | Aleph One (clon de Marathon)                     | GPL                                      | Motor FPS |  |
| Allegro library                                 | C                                   | Ada, C++, C#, D, Lisp, Lua, Mercury, Pascal, Perl, Python, Scheme | Sí              | No  | Sí             |                                     |                                                  | zlib                                     | Gràfics i so |  |
| Ardor3D                                         | Java                                |                                                                   | Sí              | No  | N/D            |                                     |                                                  | zlib                                     | Derivació de jMonkeyEngine 2.0 |  |
| Axiom Engine                                    | C#                                  |                                                                   | Sí              | No  | No             |                                     |                                                  | LGPL                                     | [ 1 ] [ 2 ] |  |
| Blender                                         | Python                              |                                                                   | Sí              | No  | No             | Python                              | Yo Frankie!, ColorCube                           | GPL                                      | Motor de joc 2D/3D empaquetat en un modelejador de 3D per a un ús ràpid i intuïtiu; totalment integrat en la biblioteca física de Bullet |  |
| Build engine                                    | C                                   |                                                                   | No              | No  | N/D            |                                     | Duke Nukem 3D, Shadow Warrior, Blood             | Personalitzat                            | Motor FPS, 2.5D (Base en reixa en 2D geomètric) |  |
| BRGameEngine                                    | C++ i Lua                           |                                                                   | No              | No  | N/D            |                                     | Trem de DOido                                    | GPL2                                     | Motor de videojoc d'aventures, 2.5D (Ogre en 3D, OpenGL, OpenAL, Bullet.) |  |
| Cafu Engine                                     | C++                                 |                                                                   | Sí              | No  | No             | Lua                                 |                                                  | GPL o propietari                         | Motor de videojoc complet; gràfics, so, física, scripts, xarxa i editor de mapes |  |
| ClanLib                                         | C++                                 |                                                                   | Sí              | Sí  | Sí             |                                     |                                                  |                                          | Autoanomenat com a "toolkit", proveeix la majoria de funcionalitats i programació d'interfície gràfica extensiva. |  |
| Cocos2d                                         | Python, Objective-C                 |                                                                   | Sí              | No  | Sí             |                                     |                                                  | MIT                                      | Versionat per a Linux, Mac OS X, iOS, Windows. La versió per a iOS està programada en Objective-C i integrada amb els motors de física Box2D i Chipmunk |  |
| Construct Classic                               | Basat en esdeveniments              |                                                                   | No              | No  | Sí             |                                     | Minitroid                                        | GPL/BSD                                  | |  |
| Corona SDK                                      | Lua                                 |                                                                   | Sí              | No  | Sí             |                                     | Bubble Ball                                      |                                          | |  |
| Crystal Space                                   | C++                                 | Java, Perl, Python                                                | Sí              | Sí  | No             |                                     |                                                  | LGPL                                     | Gràfics, so, física |  |
| Cube                                            | C++                                 |                                                                   | Sí              | Sí  | No             |                                     |                                                  | zlib                                     | Generació anterior, sistema basat en reixa en 2d, optimitzat més aviat per a mapes exteriors que interiors |  |
| Cube 2                                          | C++                                 |                                                                   | Sí              | Sí  | No             | Cubescript                          | Cube 2: Sauerbratem, Red Eclipse                 | zlib                                     | Eficient geometria de 6 direccions (contra el tradicional model de sopa de polígons), d'aquí el nom Cube, el motor de FPS |  |
| Delta3d                                         | C++                                 |                                                                   | Sí              | No  | N/D            | Python                              |                                                  | LGPL                                     | Utilitza biblioteques modulars. |  |
| DGD                                             | LPC                                 |                                                                   | Sí              | No  | Sí             | LPC                                 | Servidor LPMud                                   | N/D                                      | |  |
| Env3D                                           | Java                                |                                                                   | Sí              | No  | No             |                                     |                                                  | GPL                                      | Motor de videojocs de 3D que crea una interfície senzilla per afegir dinàmicament EnvObjects. Creat amb el jMonkeyEngine 2.0. Destinat a ús educatiu en l'ensenyament de la informàtica.                                                                        |  |
| Exult                                           | C++                                 |                                                                   | Sí              | Sí  | Sí             |                                     |                                                  | GPL                                      | Reimplementació de programari lliure del motor de videojoc Ultima VII |  |
| Flexible Isometric Free Engine                  | C++                                 |                                                                   | Sí              | Sí  | Sí             | Python                              | Unknown Horizons                                 | LGPL                                     | Motor de videojocs en 2D optimitzat per videojocs RTS o RPG |  |
| Flixel                                          | ActionScript                        |                                                                   | Sí              | No  | Sí             |                                     | Diversos videojocs per Gregory Weir              | MIT                                      | Codi complet de boiler-plate per a jocs en flash |  |
| GameKit (OgreKit)                               | C++                                 |                                                                   | Sí              | No  | No             | Lua                                 |                                                  | MIT/zlib/BSD                             | Té integració amb Blender semblant al BGE. Totalment integrat amb la lliberia de física Bullet |  |
| id Tech 1                                       | C                                   |                                                                   | Sí              | No  | No             | ACS                                 | Doom, Doom II, HeXen, Heretic, Strife            | GPL                                      | Geometria basada en 2D, sprite i partícules, utilitza mètodes enginyosos per emular els gràfics 3D |  |
| id Tech 2                                       | C                                   |                                                                   | Sí              | No  | No             | QuakeC                              | Quake II                                         | GPL                                      | Motor de videojocs complet, més conegut com el motor de Quake II. |  |
| id Tech 3                                       | C                                   | Game Data {PK3 }                                                  | Sí              | No  | No             | QuakeC                              | Quake III Arena                                  | GPL                                      | Motor de videojocs complet, més conegut com el motor de Quake III. |  |
| id Tech 4                                       | C++                                 | Game Data {PK4 }                                                  | Sí              | No  | No             | Id Tech 4                           | Doom 3                                           | GPL                                      | Motor de videojocs complet, més conegut com el motor de DooM 3 amb un conjunt de bones eines i megatextura. |  |
| Indielib                                        | C++                                 |                                                                   | No              | Sí  | Sí             |                                     |                                                  | LGPL                                     | Motor de videojocs en 2D escrit en C++. Inclou sistema d'entitats, animacions d'sprites, detecció de col·lisions, tipus de lletra bitmap/TTF, parallax scrolling, objectes en 3D, càmeres, temporitzadors, alpha blending, shaders i filtres d'imatge.          |  |
| ioquake3                                        | C                                   |                                                                   | Sí              | Sí  | No             |                                     | Urban Terror                                     | GPL                                      | |  |
| IwGame Engine                                   | C++                                 | {}                                                                | Sí              | No  | Sí             |                                     |                                                  | GPL                                      | Suport transparent per a l'iPhone, iPad, Android (telèfon i tablet), Samsung Bada, Blackberry BBX (inclòs el Playbook), Symbian, WebOS, Windows Mobile, Mobile Linux, LG-TV, Windows Desktop i Mac OS. IwGame es construït amb Marmalade SDK.                   |  |
| Jake2                                           | Java                                |                                                                   | Sí              | No  | No             |                                     |                                                  | GPL                                      | |  |
| JGame                                           | Java, Actionscript 3                |                                                                   | Sí              | No  | Sí             |                                     |                                                  | BSD                                      | També s'executa en J2ME i Android |  |
| jMonkeyEngine                                   | Java                                |                                                                   | Sí              | No  | No             |                                     |                                                  | BSD                                      | |  |
| Jogre                                           | Java                                |                                                                   | Sí              | No  | Sí             |                                     |                                                  | GPL                                      | |  |
| Kobold2D                                        | Objective-C                         |                                                                   | Sí              | No  | Sí             | Lua                                 |                                                  | MIT                                      | Suport a les de desenvolupament multiplataforma d'aplicacions de iOS i Mac OS X. Basat en el Cocos2d integrat amb les llibreries i extensions de Lua, Wax, cocos2d-iphone-extensions, cocos3d, Box2D, Chipmunk, Chipmunk SpaceManager, Google AdMob i ObjectAL. |  |
| Lavgine                                         | C++                                 |                                                                   | No              | No  | Sí             | Lua Script                          |                                                  | Gratuït per a ús no comercial, Comercial | Maquinari d'acceleració 3D, so 3D d'OpenAL, multifil, objectes físics 2D animats, mòdul de xarxa, s'actualitza automàticament els assets modificats, sense dependència de DLL*.                                                                                 |  |
| Lightweight Java Game Library                   | Java                                |                                                                   | Sí              | No  | No             |                                     | Minecraft, Spiral Knights                        | BSD                                      | |  |
| Linderdaum Engine                               | C++                                 | C#, LinderScript                                                  | Sí              | No  | No             | LinderScript                        |                                                  | Gratuït per a ús no comercial, Comercial | Android i Windows. Els prototips es poden fer en Windows. Suporta funcions avançades de 3D en Android (mesh skinning, raycasting) |  |
| LÖVE2d                                          | Lua                                 |                                                                   | Sí              | Sí  | Sí             | Lua                                 |                                                  | Zlib/libpng                              | |  |
| Maratis                                         | C++                                 |                                                                   | Sí              | No  | No             | Lua                                 | Save Our Souls                                   | zlib/libpng/GPL                          | Editor basat en l'entorn. Suporta Windows, Mac OS X, Linux, iOS i Android. |  |
| Moai SDK Arxivat 2012-01-07 a Wayback Machine.  | C++                                 | Lua                                                               | Sí              | Sí  | Sí             | Lua                                 | Crimson Steam Pirates                            | CPAL                                     | iOS, Android, Windows, Mac OS X i navegador Chrome compatible |  |
| Nebula Device                                   | C++                                 | Java, Python                                                      | Sí              | No  | N/D            | Lua, Tcl/Tk                         |                                                  | N/D                                      | |  |
| OpenSimulator                                   | C#                                  |                                                                   | Sí              | No  | No             | LSL                                 |                                                  | BSD                                      | |  |
| ORX                                             | C/C++                               |                                                                   | Sí              | Sí  | Sí             |                                     |                                                  | zlib                                     | Acceleració en 3D, suporta els sistemes Windows, Linux, Mac OS X, iPhone, iPad i Android |  |
| Panda3D                                         | Python                              | C++                                                               | Sí              | No  | No             | Python                              | Toontown Online, Pirates of the Caribbean Online | BSD                                      | |  |
| PLIB                                            | C++                                 |                                                                   | Sí              | Sí  | No             |                                     |                                                  | LGPL                                     | |  |
| Quake engine                                    | C                                   |                                                                   | Sí              | No  | No             | QuakeC                              | Quake                                            | GPL                                      | Motor de videojocs complet, el primer amb el motor de 3D de id. |  |
| Retribution Engine                              | C++                                 |                                                                   | No              | No  | N/D            |                                     |                                                  | GPL                                      | |  |
| SFML                                            | C++                                 | .Net, C, D, Python, Ruby                                          | Sí              | N/D | Sí             |                                     |                                                  | zlib/png                                 | API multimèdia: gràfics, so, xarxa, finestres, sistema. |  |
| Sge2d                                           | C                                   |                                                                   | Sí              | Sí  | Sí             |                                     |                                                  | MIT                                      | |  |
| Sphere                                          | C++                                 |                                                                   | Sí              | No  | Sí             | JavaScript                          |                                                  | N/D                                      | |  |
| Spring                                          | C++                                 | C, C++, Java/JVM, Lua, Python                                     | Sí              | Sí  | No             | Lua                                 | Balanced Annihilation, Zero-K                    | GPL                                      | RTS, esdeveniments simulats, OpenGL |  |
| Storymoto Arxivat 2015-08-01 a Wayback Machine. | JavaScript                          | JavaScript                                                        | Sí              | No  | No             | JavaScript                          | Adslife Arxivat 2020-08-09 a Wayback Machine.    | MIT                                      | Funciona en qualsevol navegador amb JavaScript activat, en forma de client. Codi font complet al GitHub |  |
| Stratagus                                       | C                                   |                                                                   | Sí              | Sí  | Sí             | Lua                                 |                                                  | GPL                                      | |  |
| Nom                                             | Llenguatge de programació principal | Bindings                                                          | Multiplataforma | SDL | Orientat en 2D | Scripting                           | Videojocs importants                             | Llicència                                | Notes i referències |  |

## Propietari

### Comercial
- Alamo — el motor s'utilitza en el Star Wars: Empire at War per Petroglyph Games.
- Aurora Engine — Per a videojocs de rol.
- BigWorld — Servidor, client i eines de desenvolupament per a la creació de videojocs de MMOG que treballen sota Windows, Xbox 360 i PS3.
- Bork3D Game Engine — Un motor de videojocs multiplataforma majoritàriament per a l'iPhone i l'iPad.
- BRender — Motor de gràfics en 3D de temps real per a videojocs d'ordinador, simuladors i eines gràfiques.
- C4 Engine — Un motor de videojocs multiplataforma desenvolupat per Terathon Software.
- Cafu Engine — Un motor de videojocs amb eines de desenvolupament per crear aplicacions i videojocs multiplataforma, multijugador, 3D en temps real.
- Chrome Engine -- Un motor de videojocs en 3D de WYSIWYG desenvolupat per Techland.
- Coldstone game engine — Una antiga suit de creació de videojocs per a Macintosh/Windows per crear videojocs amb estils de rol i aventures.
- Corona SDK — Un motor de videojocs basat en Lua multiplataforma que pot construir videojocs per a dispositius com l'iPhone, iPad o Android en el mateix conjunt de codi.
- CPAL3D — Eines completes de videojocs amb editor d'escenes, IDE i servidor de text.
- Creation Engine - El motor de videojoc utilitzat per Bethesda Game Studios al The Elder Scrolls V: Skyrim. Desenvolupat després del tancament de l'estudi original darrere del motor Gamebryo.
- CryEngine, CryEngine 2, CryEngine 3 — El motor de videojoc utilitzat pel videojoc d'acció en primera persona d'ordinador Far Cry. El CryEngine 2 és un motor de nova generació desenvolupat per Crytek per crear el videojoc de FPS Crysis. El CryEngine 3 és també un motor de nova generació desenvolupat per Crytek per crear el videojoc de FPS Crysis 2.
- Crystal Tools — Square Enix és propietari d'aquest motor de setena generació.
- Dunia Engine — Motor (versió assíduament modificada del CryEngine) fet especialment per a Far Cry 2 per part de Ubisoft Montreal.
- Earth-4 Engine — El motor de gràfics utilitzat en el Earth 2160
- EGO — El Ego Game Technology Engine (més comunament referit com a Ego Engine o EGO, estilitzat com a ego) és un motor de videojocs desenvolupat per Codemasters.
- Ecstacy Engine — 3D, el motor de gràfics utilitzat en Slave Zero
- Electron engine — Desenvolupat per Obsidian Entertainment pel mateix Neverwinter Nights 2, basat en el motor Aurora.
- Elflight Engine — Motor de videojocs 3D multiplataforma de streaming dissenyat des de la base per a l'ús en llocs web. Els jocs es poden jugar en una finestra de navegador web, en finestra separada o a pantalla completa. Es basa en Java i OpenGL.
- Enigma Engine — Un motor de videojoc de tàctica en temps real, utilitzat en el Blitzkrieg.
- Esperient Creator — Un potent motor i modelejador de 3D, utilitzat arreu del món per a entrenament, simulació, arquitectura i videojocs. Amb scripting, C/C++, CScript o Lisp, Editor de Shader, importació de més de 50 formats d'objectes en 3D.
- Euphoria — És un motor de biomecànica de Ragdoll de NaturalMotion.
- Freescape (1986) — Per Incentive Software; Un dels primers motors de videojocs en 3D propietaris, utilitzat en el Driller i 3D Construction Kit.
- Frostbite Engine — Motor de videojoc utilitzat per a títols de nova generació com el Battlefield: Bad Company 2 i Battlefield 3.
- Game Creator — Un motor de joc de 2D per a l'iPhone desenvolupat per DjEsh. És només arrossegar i deixar anar, sense necessitat de programar.
- Gamebryo — Middleware de videojocs multiplataforma per a desenvolupadors professionals, famós pel seu desenvolupament ràpid.
- GameSalad — Un motor de joc de 2D majoritàriament per a l'iPhone i un plugin web per a l'Apple Safari Web desenvolupat per Gendai Games. Té una interfície visual de programació per contribuir al desenvolupament ràpid.
- Gamestudio — Un motor de videojocs en 2D i 3D per a principiants. Utilitza el sistema de desenvolupament Gamestudio i el llenguatge de programació versió senzilla de C.
- Gideros Mobile - Un entorn de desenvolupament per a jocs de mòbil en 2D i motor per a l'iPhone, iPad i Android.
- Glacier, Glacier 2 — Desenvolupat per IO Interactive i utilitzat a la saga Hitman. Glacier 2 és un motor de nova generació actualment en desenvolupament per a propers videojocs.[5]
- GrimE — Utilitzat en els videojocs d'aventures gràfiques de LucasArts començant amb Grim Fandango.
- Hedgehog Engine — Creat per Sonic Team amb la possibilitat de renderització de gràfics d'alta qualitat i a gran velocitat. S'utilitza en el Sonic Unleashed (versions de Xbox 360 i PlayStation 3) i Sonic Generations (versions de Xbox 360 i PlayStation 3).
- HeroEngine — Motor de videojocs de 3D per Simutronics per crear MMOs en entorns col·laboratius en línia.
- HPL Engine 2 — Utilitzat pels videojocs de terror de supervivència de Frictional Games. Les primeres versions estan sota programari lliure.
- id Tech 5 — En desenvolupament per id Software com a motor pels seus videojocs, p.e. el Doom 4 i Rage, i altres títols de ZeniMax.
- IMUSE — Dissenyat específicament per sincronitzar la música amb l'acció visual.
- Infinity Engine — Permet la creació de videojocs de rol per ordinador isomètrics.
- INSANE — Utilitzat en els videojocs de LucasArts.
- IW Engine — Creat per Infinity Ward i utilitzat en la saga Call of Duty.
- Jade engine — Desenvolupat per Ubisoft, en un principi pel Beyond Good & Evil.
- Jedi — Un motor de videojoc desenvolupat per LucasArts al Star Wars: Dark Forces i Outlaws.
- K2 Engine — Un motor utilitzat al Heroes of Newerth i Savage2 per S2 Games.
- Kaneva Game Platform — Un motor de MMOG per a desenvolupament de videjocs independent i professional.
- Kinetica — Un motor de videojocs desenvolupat per Sony per a la PlayStation 2.
- KRASS Engine — Un motor de videojocs per als videojocs Aquanox i Aquanox 2 per Massive Development. Utilitzat també per al Spellforce[6]
- Leadwerks Engine — Leadwerks Engineés un motor de 3D per a videojocs amb renderització, so i física en temps real i simulacions.
- Lemon Engine — Lemon Engine és un conjunt modular de llibreries per a tots els aspectes del desenvolupament de videojocs a través de totes les principals plataformes.
- Lithtech Jupiter Ex — Desenvolupat per Monolith Productions per crear el videojoc F.E.A.R.
- LyN engine — Desenvolupat per Ubisoft, en principi per a Rabbids Go Home i Beyond Good & Evil 2.
- M.U.G.E.N — Motor de lluita en 2D, creat per Elecbyte per a qualsevol gènere de la lluita.
- Maker3D — Un motor de 3D sobre rol amb editor, scripting, gran quantitat de contingut, creació de personatges, direcció d'equips i sistema de batalla amb gràfics moderns.
- Medusa — Un motor de videojoc de 3D escrit en C++ desenvolupat per Palestar i utilitzat en el MMO DarkSpace. Inclou simulació de mons distribuïts, una sola eina de control de versions i realització d'assets, compatibilitat multiplataforma i un sistema integrat de xarxa client/servidor.
- Monumental Technology Suite — Una plataforma de MMOG, inclou tecnologia de servidor i client i eines de desenvolupament.
- MT Framework — Motor de videojoc creat per Capcom i utilitzat pels seus videojocs per a la Xbox 360, PlayStation 3 i ordinador.
- Multimedia Fusion 2 — Un sistema de desenvolupament de jocs de 2D que pot compilar executables de Windows, applets de Java, fitxer de Flash, aplicacions d Mac OS X App i de iOS. Les rutines per a Linux i Android estan en desenvolupament (sense confirmar, necessita citació).
- Multiverse Network — Una plataforma de MMOG, incloent servidor, client i eines. (lliure per desenvolupament i ús — participació en els ingressos en el desplegament comercial).
- Odyssey Engine — Utilitzat per crear videojocs de rol per ordinador tridimensionals, utilitzat en el Star Wars: Knights of the Old Republic
- Onyx Engine — Desenvolupat per Ubisoft
- PhyreEngine — Un motor de gràfics multiplataforma (PC i PS3) de Sony Computer Entertainment.
- Pie in the Sky — Utilitzat en dos videojocs interns de Pie in the Sky Software i llavors en el 3D Game Creation System i els videojocs que han sigut creats.
- Q (game engine) — Un framwork i eines totalment personalitzable amb pluggins i extensible de Qube Software per a PC, Wii, PS2, PS3, Xbox, Xbox 360, PSP, iPhone, etc. Creat per l'equip darrere de Direct3D.
- RelentENGINE — Un motor de FPS de nova generació que suporta la destrucció d'entorns urbans massius i control de vehicles realístic, i utilitza el shader model 3.
- RenderWare — Un motor de renderització de gràfics 3D amb API.
- Revolution3D — Un motor de gràfics en 3D desenvolupat per X-Dream Project.
- RGSS — Un motor d'Enterbrain per crear RPGs utilitzant el RPG Maker XP. El RGSS2 s'utilitza per al RPG Maker VX.
- RAGE — Un motor de videojoc creat per Rockstar Games per construir els seus videojocs de pròxima generació sobre la Xbox 360 i PlayStation 3. Implementat amb el Grand Theft Auto IV.
- RPG Maker — Un motor de 2D per crear videojocs de rol isomètics i de vista superior per a Windows.
- S2 Engine HD — Un potent motor de videojocs de 3D per produir aplicacions i videjocs en 3d en temps real per a Windows.
- SAGE engine — Utilitzat per crear videojocs d'estratègia en temps real.
- Scaleform — Un motor de renderització de gràfics vectorials utilitzat per mostrar interfícies d'usuari basades en Adobe Flash, HUDs, i textures animades per a videojocs de PC, Mac, Linux, Xbox 360, PlayStation 2, PlayStation Portable, PlayStation 3 i Wii.
- Motor SCUMM — Utilitzat en els videojocs d'aventures gràfiques de LucasArts.
- Serious Engine — El motor de Croteam utilitzat en els famosos Serious Sam: The First Encounter i The Second Encounter.
- Shark 3D — Un middleware de Spinor per a videojocs i aplicacions de 3D en temps real.
- ShiVa — Un motor de videojoc amb una eina de creació d'aplicacions de 3D en temps real per la Web, Windows, Mac OS X, Linux, WebOS, Android i iPhone.
- Silent Storm engine — Un motor de videojocs de tàctica basada en torns/RPG tàctic, utilitzat en el Silent Storm.
- Sith — Un motor de videojocs desenvolupat per LucasArts en el Jedi Knight: Dark Forces II.
- Source engine — Un motor de videojoc desenvolupat per Valve Software en el Half-Life 2. El SDK proveeix amb el Half Life 2
- SunBurn XNA Game Engine — El motor de videojocs de XNA en 2D/3D XNA desenvolupat per Synapse Gaming.[7]
- Infernal Engine — Creat per Terminal Reality, proveeix renderització, física, IA, so i mètrica pel desenvolupament de videojocs. Utilitzat en diversos títols com el Ghostbusters: The Video Game, Mushroom Men: The Spore Wars, Bass Pro Shops: The Strike i Roogoo: Twisted Towers.
- Torque Game Engine Advanced — Un motor de videojocs de 3D de nova generació amb suport per a maquinari de GPUs modernes i shaders.
- Torque Game Engine — Una versió modificada del motor de videojocs de 3D en un principi desenvolupat per Dynamix el videojoc de FPS del 2001 Tribes 2.
- TOSHI — Un motor de videojoc de quarta generació multiplataforma dissenyat per Blue Tongue Entertainment.
- Truevision3D — Un motor de videojoc de 3D utilitzant l'API de DirectX.
- Unigine — Motor 3D tot-en-u per a Windows, Linux, Mac OS X, PlayStation 3, Android, iOS. Suporta DirectX9/10/11 i OpenGL/OpenGL ES.
- Vengeance engine — Un motor de videojocs basat en el Unreal Engine 2/2.5
- Vicious Engine — Disponible per a Microsoft Windows, Sony PlayStation 2, Microsoft Xbox i Sony PlayStation Portable
- Virtools — Un motor de 3D combinat amb un framework de desenvolupament d'alt nivell, utilitzat per al prototip de videojocs i desenvolupament ràpid. Disponible per a Windows, Macintosh, Xbox, PSP. Pot publicar aplicatius o plugin 3D per a navegadors web.
- Vision Engine 8 — Un motor de videojoc multiplataforma, desenvolupat per Trinigy. Utilitzat en jocs com: Arcania: A Gothic Tale, The Settlers 7: Paths to a Kingdom, Dungeon Hero, Cutthroat i Three Investigators.
- Visual3D.NET Game Engine — Motor de videojocs de 3D tot-en-u i conjunt d'eines, totalment escrit en C#/.NET per a Windows. Es planeja un navegador web per a la versió 1.1.
- WGAF — El motor de videojoc desenvolupat per Guild Software que proveeix del seu MMORPG Vendetta Online.
- X-Ray — El motor de videojoc de GSC Game World que proveeix la saga de FPS, "S.T.A.L.K.E.R".
- XnGine — Desenvolupat per Bethesda Softworks, un dels primers motors de 3D.
- Zillions of Games — Utilitzat per desenvolupar videojocs que tenen lloc en una reixa, per exemple uns escacs.

### Gratuït
Aquests motors són disponibles per a ús gratuït, però sense el codi font disponible per a codi obert. Molts d'aquests motors són productes comercials que tenen una edició gratuïta disponible:
- Adventure Game Studio — Majoritàriament utilitzat per desenvolupar videojocs d'aventures en tercer persona pre-renderitzats, aquest motor és un dels més famosos per a principants en el desenvolupament de videojocs d'aventures.
- BYOND — Un motor de 2D gratuït per realitzar videojocs de moviment (scroll) de costat, i en vista superior per a Windows.
- dim3 — Motor de javascript de 3D gratuït per a Mac (encara que els jocs acabats són multiplataforma).
- DX Studio — Motor de javascript de 3D gratuït amb eines completes per a desenvolupament de videojocs en 3D. Actualitzant a llicències de pagament es desbloqueja característiques extra.
- Game Maker — Un motor de videojco lliure orientat als principants i a persones que no volen aprendre a programar. Una actualització de pagament desbloqueja el suport de 3D directe amb la possibilitat de treballar amb el codi natiu.
- Unity — Un motor de programari/videojoc obert en 3D per al web, Windows i Mac OS X. Actualitzant a llicència de pagament pot addicionalment activar el suport per a l'iPhone, Android, Nintendo Wii, PlayStation 3 i la Xbox 360.
- Unreal Engine — Considerat un dels motors de videojocs més famosos en el mercat. L'edició gratuïta, anomenada UDK (un llançament binari del motor), permet l'ús del motor per a propòsits comercials sota termes específics.[8]
- CryEngine 3 — El CryEngine 3 és un motor de nova generació desenvolupat per Crytek per crear el videojoc FPS, Crysis 2. El motor va ser publicat recentment, amb un model de llicència que és semblant al que ofereix el motor UDK.
- Visual Pinball - Un motor de videojocs de pinball.
- World Builder — Un motor de videojocs clàssic per a Mac OS.
- Wintermute Engine — Eines de desenvolupament i rutines per crear videojocs d'aventures de 2D i 2.5D d'apunta i clica (Windows). Hi ha també una versió "senzilla" disponible, però sense la funció de personatges en 3D (Windows, MAC, Linux)[9][10]

## Amb videojocs relacionats
| Motor de videojoc         | Videojocs | Empresa |
| ------------------------- | --- | --- |
| Nel 3D MMORPG Game Engine | Ryzom The Saga of Ryzom | Nevrax |
| Alamo                     | Empire at War Forces of Corruption Universe at War: Earth Assault | Petroglyph |
| Adventure Game Studio     | Chzo Mythos Soviet Unterzoegersdorf The Blackwell Series Ben Jordan: Paranormal Investigator | Ben Croshaw monochrom Wadjet Eye Games |
| Anvil                     | Assassin's Creed II Prince of Persia: The Forgotten Sands Assassin's Creed: Brotherhood | Ubisoft |
| BigWorld                  | Twin Skies Stargate Worlds | Meteor Games Cheyenne Mountain Entertainment |
| CPAL3D                    | Memento Mori Numen: Contest of Heroes Pound of Ground Alternativa | Centauri Production First Reality CINEMAX, Ltd. |
| Creation Engine           | The Elder Scrolls V: Skyrim | Bethesda Game Studios |
| CryEngine                 | Far Cry Aion: The Tower of Eternity | Crytek NCsoft |
| CryEngine 2               | Crysis Crysis Warhead Blue Mars Entropia Universe Merchants of Brooklyn The Day | Crytek MindArk Avatar Reality Paleo Entertainment Reloaded Studios |
| CryEngine 3               | Crysis 2 ASTA: The War of Tears and Winds ArcheAge Cabal 2 Class 3 Forged by Chaos Nexuiz Ryse Sniper: Ghost Warrior 2 Tour Golf Online Warface | Crytek Polygon Games XL Games ESTsoft Undead Labs Panzar Studio Xaviant IllFonic City Interactive OnNet                                                                                          |
| Crystal Tools             | Final Fantasy XIII Final Fantasy Versus XIII Final Fantasy Agito XIII Final Fantasy XIV | Square Enix |
| Dunia Engine              | Far Cry 2 James Cameron's Avatar: The Game | Ubisoft Montreal |
| Essence Engine            | Company of Heroes Opposing Fronts Warhammer 40,000: Dawn of War 2 | Relic Entertainment |
| Europa Engine             | Europa Universalis Hearts of Iron | Paradox Entertainment |
| Gamebryo                  | Divinity II: The Dragon Knight Saga Dark Age of Camelot The Elder Scrolls IV: Oblivion Fallout 3 Fallout: New Vegas | Larian Studios Mythic Entertainment Bethesda Softworks Bethesda Game Studios Obsidian Entertainment                                                                                              |
| GoldSrc                   | Half-Life Gunman Chronicles | Valve Rewolf Software |
| HeroEngine                | Hero's Journey (videojoc) Star Wars: The Old Republic | Simutronics Bioware |
| HPL Engine                | Penumbra: Overture Penumbra: Black Plague Penumbra: Requiem Amnesia: The Dark Descent | Frictional Games |
| id Tech 4                 | Doom 3 Quake 4 Prey Enemy Territory: Quake Wars Wolfenstein | id software Raven Software Human Head Studios Splash Damage |
| Infernal Engine           | Ghostbusters: The Video Game Mushroom Men: The Spore Wars Bass Pro Shops: The Strike Roogoo: Twisted Towers | Terminal Reality Threewave Software Escalation Studios Streamline Studios Namco Bandai Games Red Fly Studio Wideload Games Piranha Games SpiderMonk Entertainment High Voltage Software          |
| Infinity Engine           | Baldur's Gate Baldur's Gate II: Shadows of Amn Planescape: Torment Icewind Dale Icewind Dale II | Bioware Black Isle Studios |
| Iron Engine               | Sins of a Solar Empire | Ironclad Games |
| Jade engine               | Beyond Good & Evil Prince of Persia: The Sands of Time Prince of Persia: Warrior Within Prince of Persia: The Two Thrones Peter Jackson's King Kong: The Official Game of the Movie Rayman Raving Rabbids TMNT Rayman Raving Rabbids 2 Naruto: Rise of a Ninja Naruto: The Broken Bond James Cameron's Avatar: The Game (versió per a Wii) Prince of Persia: The Forgotten Sands (versions per a Wii i PSP) | Ubisoft |
| K2 Engine                 | Savage 2 Heroes of Newerth | S2 Games |
| M.U.G.E.N                 | Battle Killer Fighter Battle Killer Fighter Ultimate | WhItE HaCkEr Community Cartoon Picture Studio Indo (Lord of D-Geims) Arxivat 2012-03-23 a Wayback Machine.                                                                                       |
| Nebula Device 3           | Drakensang: The Dark Eye | |
| Neon Engine               | Operation Flashpoint 2: Dragon Rising Race Driver Grid | Codemasters |
| Panda3D                   | Toontown Online Pirates of the Caribbean Online Code3D MSA's Thermal Enforcer Arxivat 2009-08-14 a Wayback Machine. Llista completa | Disney Sim Ops Studios MSA, Sim Ops Studios Many |
| PhyreEngine               | Llista completa i entrada principal Many | Many |
| RAGE                      | Midnight Club: Los Angeles Grand Theft Auto IV Rockstar Games Presents Table Tennis Red Dead Redemption | Rockstar Games |
| Riot Engine               | Drakan: Order of the Flame Drakan: The Ancients' Gates The Lord of the Rings: The Fellowship of the Ring The Suffering The Suffering: Ties That Bind | Surreal Software |
| RPG Maker VX              | Eternal Eden | Blossomsoft |
| RPG Maker XP              | Aveyond | Amaranth Games |
| S2Engine HD               | Power of Destruction I'm Not Alone | Profenix |
| SAGE engine               | Red Alert 3 Generals Tiberium Wars The Battle for Middle-earth II | EA Los Angeles |
| Scimitar                  | Assassin's Creed Prince of Persia Shaun White Snowboarding | Ubisoft |
| ShiVa3D                   | Voodoo Dice Pinball Yeah! Texting Of The Bread Pirate Wings Graviton | Stonetrip |
| Silent Storm engine       | Silent Storm Silent Storm: Sentinels Hammer & Sickle Night Watch Day Watch Heroes of Might and Magic V Jagged Alliance 3 (en desenvolupament) | Nival Interactive |
| Source engine             | Half Life 2, Team Fortress 2, Portal, Portal 2, Left 4 Dead, Left 4 Dead 2, Counter-Strike: Source, Day of Defeat: Source, Alien Swarm Vampire: The Masquerade – Bloodlines Sin Episodes Dark Messiah of Might and Magic Zeno Clash Vindictus / Mabinogi: Heroes KOS Secret Operations | Valve Troika Games Ritual Entertainment Arkane Studios ACE Team devCat (Nexon) |
| SunBurn                   | Salty Jim's Putt Putt Island AvaGlide UpAway | Synapse Gaming Haiku Interactive Munomic |
| TGEA                      | Marble Blast Ultra Fallen Empire: Legions Dreamlords Penny Arcade Adventures: On the Rain-Slick Precipice of Darkness | GarageGames Lockpick Entertainment Hothead Games FXLabs Studios |
| Unigine                   | OilRush Syndicates of Arkon Dilogus - The Winds of War | Unigine Corp MCM Online Digital Arrow |
| Unity                     | Cartoon Network Universe: FusionFall Tiger Woods PGA Tour Online GooBall Global Conflicts: Palestine Off-Road Velociraptor Safari WolfQuest Dead Frontier Battlestar Galactica Online | Cartoon Network Electronic Arts Over The Edge Entertainment Serious Games Interactive Flashbang Studios Eduweb Mikesgames Productions Bigpoint and ArtplantArxivat 2012-10-20 a Wayback Machine. |
| Unreal Engine 2.x         | America's Army BioShock Exteel Lineage II Killing Floor The Chronicles of Spellborn Unreal Tournament 2004 Ragnarok Online 2 Lost Ark | 2K Games NCsoft Tripwire Interactive Spellborn International Epic Games Gravity Corporation |
| Unreal Engine 3.x         | America's Army 3 Batman: Arkham Asylum Borderlands Brothers in Arms: Hell's Highway BlackSite: Area 51 Gears of War Gears of War 2 Gears of War 3 Unreal Tournament 3 Rainbow Six Vegas Lost Odyssey Mass Effect Mass Effect 2 Mass Effect 3 The Last Remnant Medal of Honor: Airborne Blade & Soul Bulletstorm                                                                                             | Eidos Interactive Gearbox Software Midway Games Epic Games Ubisoft Mistwalker BioWare Square-Enix NCsoft People Can Fly                                                                          |
| Vision Engine 8           | Arcania: A Gothic Tale The Settlers 7: Paths to a Kingdom DIZZEL Dungeon Hero Arena Morte Cutthroat | JoWood, Spellbound Ubisoft-Blue Byte Studio Neowiz Corp. Firefly Studios Frontline Studios Nitro Games                                                                                           |
| X-Ray Engine              | S.T.A.L.K.E.R. Shadow of Chernobyl S.T.A.L.K.E.R. Clear Sky S.T.A.L.K.E.R.: Call of Pripyat | GSC Game World |
| 4A Engine                 | Metro 2033 | 4A Games |